# 圣路易堡

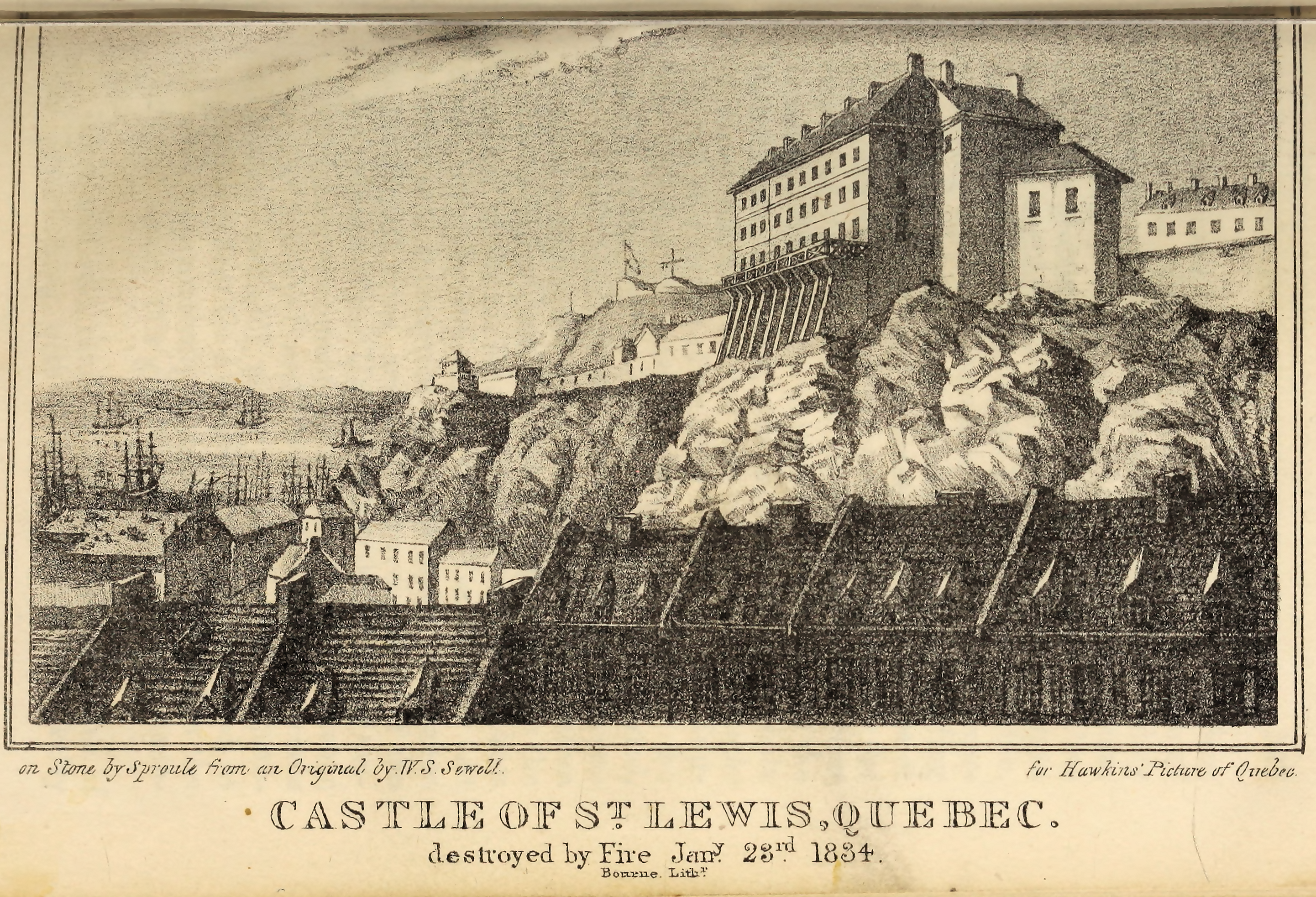
圣路易堡

聖路易堡（法語：Château Saint-Louis）位于加拿大魁北克省魁北克市，是法國新法蘭西總督、後來的英國魁北克總督、英屬北美總督和加拿大副總督的官邸。圣路易堡今已坍塌，留有考古遗迹供游人参观。
該遺址於2002年被指定為加拿大國家歷史遺址。

## 历史

### 第一城堡
第一座城堡於1648年在總督夏爾·胡奧·德·蒙馬尼（法語：Charles Huault de Montmagny）的指導下建造，以法王路易九世（「圣路易」）命名，但到了1680年代，它已年久失修。

### 第二城堡
1694年，在總督路易斯·德·布阿德·德·弗龍特納克的領導下，在同一地點開始建造新建築。弗龍特納克本人於1698年在此去世。
1759年魁北克圍城戰期間，建築物遭到嚴重損壞，隨後落入英國人手中。聖路易堡於1834年1月被大火燒毀。隨後它被一系列露台所取代。
新城堡的所在地現在是芳提納克城堡酒店，該酒店以弗龍特納克的名字命名。